# Abdelaziz Ben Tifour
Abdelaziz Ben Tifour (ur. 25 lipca 1927 w Hussein Dey zm. 19 listopada 1970 w Algierze) – francuski piłkarz grający na pozycji pomocnika. W swojej karierze rozegrał 4 mecze w reprezentacji Francji. Grał też w reprezentacji Algierii.

## Kariera klubowa
Karierę piłkarską Ben Tifour rozpoczął w Tunezji, w klubie Espérance Tunis. W sezonie 1945/1946 zadebiutował w nim w pierwszej lidze tunezyjskiej. W 1946 roku odszedł do CS Hammmam-Lif. W latach 1947 i 1948 zdobył z nim Puchar Tunezji.
W 1948 roku Ben Tifour wyjechał do Francji i został zawodnikiem klubu OGC Nice. W sezonach 1950/1951 i 1951/1952 wywalczył z Nice dwa tytuły mistrza Francji. W sezonie 1951/1952 zdobył też Puchar Francji.
W 1953 roku Ben Tifour odszedł z Nice do drugoligowego AS Troyes. W 1954 roku awansował z nim do pierwszej ligi, a w 1955 przeszedł do AS Monaco. W AS Monaco grał do 1958 roku i wtedy też zakończył swoją karierę.
W 1962 roku Ben Tifour wznowił karierę i przez dwa lata grał w Algierii, w klubie USM Algier. W 1963 roku został z nim mistrzem Algierii.
| Sezon     | Klub            | Kraj     | Rozgrywki            | Mecze | Bramki |
| --------- | --------------- | -------- | -------------------- | ----- | ------ |
| 1945/1946 | Espérance Tunis | Tunezja  | CLP-1                | ?     | ?      |
| 1946/1947 | CS Hammam-Lif   | Tunezja  | CLP-1                | ?     | ?      |
| 1947/1948 | CS Hammam-Lif   | Tunezja  | CLP-1                | ?     | ?      |
| 1948/1949 | OGC Nice        | Francja  | Division 1           | 24    | 4      |
| 1949/1950 | OGC Nice        | Francja  | Division 1           | 32    | 8      |
| 1950/1951 | OGC Nice        | Francja  | Division 1           | 16    | 7      |
| 1951/1952 | OGC Nice        | Francja  | Division 1           | 27    | 10     |
| 1952/1953 | OGC Nice        | Francja  | Division 1           | 30    | 5      |
| 1953/1954 | AS Troyes       | Francja  | Division 2           | 34    | 6      |
| 1954/1955 | AS Troyes       | Francja  | Division 1           | 31    | 9      |
| 1955/1956 | AS Monaco       | Francja  | Division 1           | 28    | 8      |
| 1956/1957 | AS Monaco       | Francja  | Division 1           | 32    | 4      |
| 1957/1958 | AS Monaco       | Francja  | Division 1           | 26    | 1      |
| 1962/1963 | USM Algier      | Algieria | Championnat National | ?     | ?      |
| 1963/1964 | USM Algier      | Algieria | Championnat National | ?     | ?      |

## Kariera reprezentacyjna
W reprezentacji Francji Ben Tifour zadebiutował 22 maja 1952 roku w wygranym 2:1 towarzyskim meczu z Belgią. W 1954 roku został powołany do kadry na mistrzostwa świata w Szwajcarii. Na tym turnieju zagrał w jednym meczu, z Meksykiem (3:2). Od 1952 do 1957 roku rozegrał w kadrze narodowej 4 mecze. W swojej karierze występował też w reprezentacji Algierii, w latach 1958–1962.
| Mecze i gole w reprezentacji Francji | Mecze i gole w reprezentacji Francji | Mecze i gole w reprezentacji Francji | Mecze i gole w reprezentacji Francji | Mecze i gole w reprezentacji Francji | Mecze i gole w reprezentacji Francji | Mecze i gole w reprezentacji Francji |
| #                                    | Data                                 | Stadion                              | Rywal                                | Wynik                                | Gol                                  | Rozgrywki                            |
| 1952                                 | 1952                                 | 1952                                 | 1952                                 | 1952                                 | 1952                                 | 1952                                 |
| ------------------------------------ | ------------------------------------ | ------------------------------------ | ------------------------------------ | ------------------------------------ | ------------------------------------ | ------------------------------------ |
| 1.                                   | 22.05.1952                           | Bruksela, Belgia                     | Belgia                               | 2:1                                  | 0                                    | towarzyski                           |
| 1954                                 |                                      |                                      |                                      |                                      |                                      |                                      |
| 2.                                   | 19.06.1954                           | Genewa, Szwajcaria                   | Meksyk                               | 3:2                                  | 0                                    | MŚ 1958                              |
| 1955                                 |                                      |                                      |                                      |                                      |                                      |                                      |
| 3.                                   | 11.11.1955                           | Paryż, Francja                       | Jugosławia                           | 12:1                                 | 0                                    | towarzyski                           |
| 1957                                 |                                      |                                      |                                      |                                      |                                      |                                      |
| 4.                                   | 06.10.1957                           | Budapeszt, Węgry                     | Węgry                                | 0:2                                  | 0                                    | towarzyski                           |

## Kariera trenerska
W swojej karierze trenerskiej Ben Tifour prowadził tunezyjski US Tunis oraz algierski JS Kabylie. Był też selekcjonerem reprezentacji Algierii.